# Colletes knersvlaktei
Colletes knersvlaktei är en biart som beskrevs av Kuhlmann 2007. Colletes knersvlaktei ingår i släktet sidenbin, och familjen korttungebin. Inga underarter finns listade i Catalogue of Life.